# رود چیکمان
رود چیکمان (انگلیسی: Chikman) یک رودخانه در سرزمین پرم کشور روسیه است.